# 新世界 (大阪)
新世界（）は、大阪府大阪市浪速区恵美須東に位置する繁華街。中央やや北寄りに通天閣が建ち、南東部にジャンジャン横丁がある。
地元では、初代通天閣と遊園地ルナパークが開業した1912年（明治45年）7月3日を、まち開きの日としている。
70年代から90年代までは、風紀が乱れ、暗い空間であった。現在は変化して観光地となり、多種多様な人間の側面が一箇所に集約されたカオスな空間となっている。

## 歴史

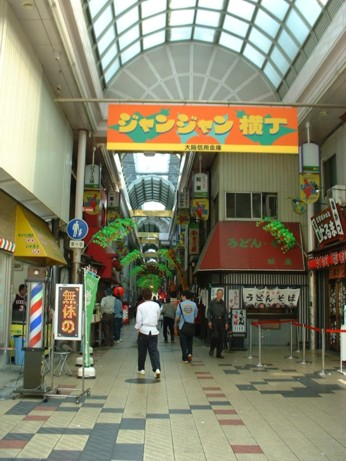
ジャンジャン横丁（2005年）

### 明治期、内国勧業博覧会開催
1897年（明治30年）に大阪市へ編入される以前は西成郡今宮村の一部で、畑地や荒地が広がっていた。市街化のきっかけとなったのが、1903年（明治36年）に開催された第5回内国勧業博覧会で、東に隣接する旧東成郡天王寺村の一部とともに会場敷地となった。「内国」とあるが、国内外からの最新技術が披露された点では「万博」に近いものがあり、博覧会は5ヶ月間で入場者530万人という大盛況の内に幕を閉じた。

### 交通機関の整備
博覧会に合わせて日本橋筋の3丁目以南（現：でんでんタウン）が整備された。会場の西縁には既に1885年（明治18年）12月に南海鉄道（現；南海本線）が、南縁には1889年（明治22年）5月に大阪鉄道（初代。関西鉄道を経て現：JR関西本線）が通じていたが、会期中は南海鉄道が今宮戎駅南側に「博覧会会場門」駅を、関西鉄道が天王寺駅西側に「博覧会」駅をそれぞれ開設。来場者の利便性を図った（博覧会終了後は両駅とも廃止）。
1907年（明治40年）には片岡直輝ら大阪財界有志が恵美須町から浜寺までの鉄道敷設を申請。1910年に「阪堺電気軌道」（旧）が設立され、翌1911年に恵美須町から市之町までが開業した。大阪財界は恵美須町がターミナル駅として発展することを見越して、博覧会跡地を一大娯楽センターとする計画を立案する。
1908年（明治41年）には博覧会跡地北西角の恵美須交差点から大阪市電南北線が難波を経由して梅田まで開通している。

### 博覧会跡地の開発
博覧会跡地は日露戦争中に陸軍が使用したのち、1909年（明治42年）に東側の約5万坪が大阪市によって天王寺公園となった。西側の約2万8千坪は大阪財界出資の大阪土地建物会社に払い下げられ、1912年（明治45年）7月3日、「大阪の新名所」というふれこみで「新世界」が誕生。通天閣とルナパークが開業した。開発当初は「新巴里」「第二千日」と仮称されていたが、開業の際、「新世界」と改められた。
1911年に開業した阪堺電気軌道は、難波に拠点を置く南海鉄道と路線が競合することになった。ターミナルの立地面で不利な阪堺は、新世界を集客施設と位置づけ、その運営に深く関わっていく。南海は1914年（大正3年）、「ミナミの大火」で壊滅的な被害を受けた千日前に「楽天地」を開設し、対抗した。

### パリ、ニューヨークを模倣
新世界のコンセプトは、現在の「テーマパーク」に似ており、フランスの首都パリおよびアメリカ合衆国ニューヨークという、欧米を代表する二大都市の風景を模倣しながら、最新の文化や風俗を輸入・融合させる試みを行った。
街は北から順に、恵美須町1丁目（現：恵美須東1丁目）には南端中央に円形広場を設け、パリの街路に見立てた3方向の放射道路を北へ配すことになった。放射道路は西から順に「恵美須通」（現・通天閣本通）、「玉水通」（現：春日通）、「合邦通」と命名された。北霞町（現・恵美須東2丁目）には北端中央にエッフェル塔を模した塔を建て、「仲町」とも称する中心街区を形成することとし、塔は儒学者である藤沢南岳により「通天閣」と命名された。南霞町（現：恵美須東3丁目）にはニューヨークのコニーアイランドに当時あったルナパークに似た遊園地を開くこととし、「ルナパーク」と命名された。

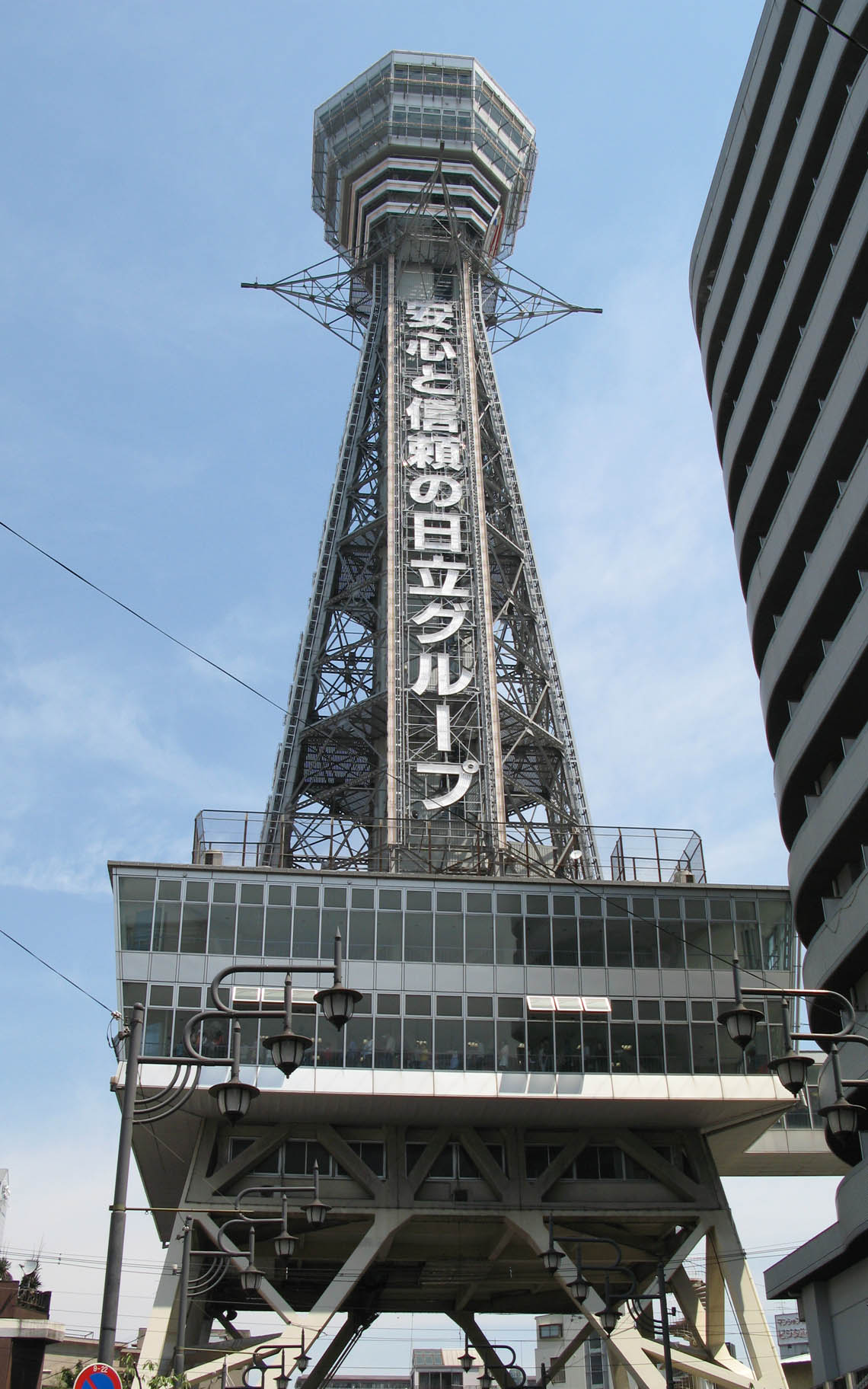
通天閣

この時の通天閣は凱旋門の上にエッフェル塔を載せた様子を模したもので、現在とは外見が異なり、また、現在のものよりも南側にあった。通天閣とルナパークの間にはイタリアのセレッティ・タンファーニ（Ceretti&Tanfani）社が製造した日本初の旅客用ロープウェイを設置し、ルナパーク内に置かれた「幸運の神」ビリケン像と共に名物となっていた。通天閣及びルナパークの開業により、新世界には芝居小屋や映画館、飲食店が集まるようになった。

### 隆盛から衰退の兆しへ
1915年（大正4年）、新世界の運営に深く関わってきた阪堺電気軌道が南海鉄道と合併し、事実上、新世界の運営から手を引くことになる。同年、隣接する天王寺公園内に大阪市立動物園が開園した。1918年（大正7年）には南東に隣接して飛田遊廓（ - 1958年）が開業、1919年（大正8年）には新世界に大阪国技館が建設されるなど、経営環境や周辺地域が目まぐるしく変化する中、新世界は道頓堀、千日前に次ぐ歓楽街として隆盛を極める。
一方ルナパークは、期待したほどの人気が得られず、「楽天地」など類似施設の開業も影響し、1923年（大正12年）に閉園した。跡地は大阪市電天王寺車庫に転用された。1930年代に入ると、郊外鉄道が多く集まる阿倍野界隈に近代的な映画館や百貨店が開業し、古色蒼然とした新世界とは違う新たな歓楽街として台頭し始める。1938年（昭和13年）に地下鉄御堂筋線が難波駅から天王寺駅まで延伸され、新世界の最寄駅として動物園前駅が開業している。

### 第二次大戦で通天閣解体
第二次世界大戦中の1943年（昭和18年）1月、通天閣が脚下の大橋座の火災に巻き込まれて損傷。同年2月、敵軍による空襲の標的にされやすいことに加えて金属類回収令による鉄材供出のために解体された。大戦末期の1945年（昭和20年）3月13日の第1回大阪大空襲では新世界も被災・壊滅した。

### 戦後、ジャンジャン横丁復興、二代目通天閣建設

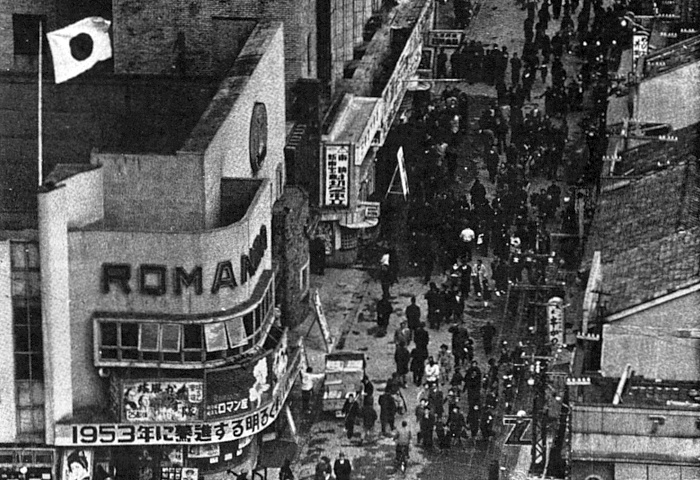
1953年の新世界

戦後の1947年（昭和22年）、ジャンジャン横丁がまず復興し、1956年（昭和31年）10月28日には現在の二代目通天閣が開業した。なお、二代目通天閣は初代通天閣のあった場所より少し北側の場所に建設された。

### 戦後高度成長期以降の長期低迷
1958年（昭和33年）に施行された売春防止法によって、飛田遊廓が（表向きは）廃業。それに伴い、歓楽街としての新世界の活気も衰え始め、界隈を歩くのはあいりん地区の日雇い労働者が大半を占めるようになる。1961年（昭和36年）に起こった釜ヶ崎暴動が追い打ちをかけ、隣接する新世界のイメージもその風評被害を受け悪化。次第に「怖い街」と認知されるようになっていった。
1960年代後半になると、1970年（昭和45年）の大阪万博開催に向け、鉄道や道路のインフラ整備を担う労働者が全国各地から大阪に集結。新世界も束の間の活況を呈するが、それがかえって「労働者の盛り場」の色を濃くする結果となった。
若者はキタやミナミ、および隣接の天王寺・阿倍野に流れ、家族連れの姿も見られず、1970年代から1990年代にかけて、新世界の地盤沈下は止まらなかった。通天閣の年間入場者数も1975年度（昭和50年度）には過去最低の19万3045人となり、20万人を割り込んだ。映画館も閉館が相次ぎ、残った映画館も成人映画専門や名画座程度ととなった。さらに近隣に飛田新地があったこともあり、そこへの客引き目的などで至る所に街娼が立つなど風紀が乱れ、街全体の雰囲気も暗く、日中の通行人はまばらであった。ラジオ大阪の『鶴瓶・新野のぬかるみの世界』で、リスナーに「一度みんなで新世界に行こう」と呼びかけ、番組側の予想を上回る5000人が参集した出来事が起きたのは、この時代の1980年である。

## 現在

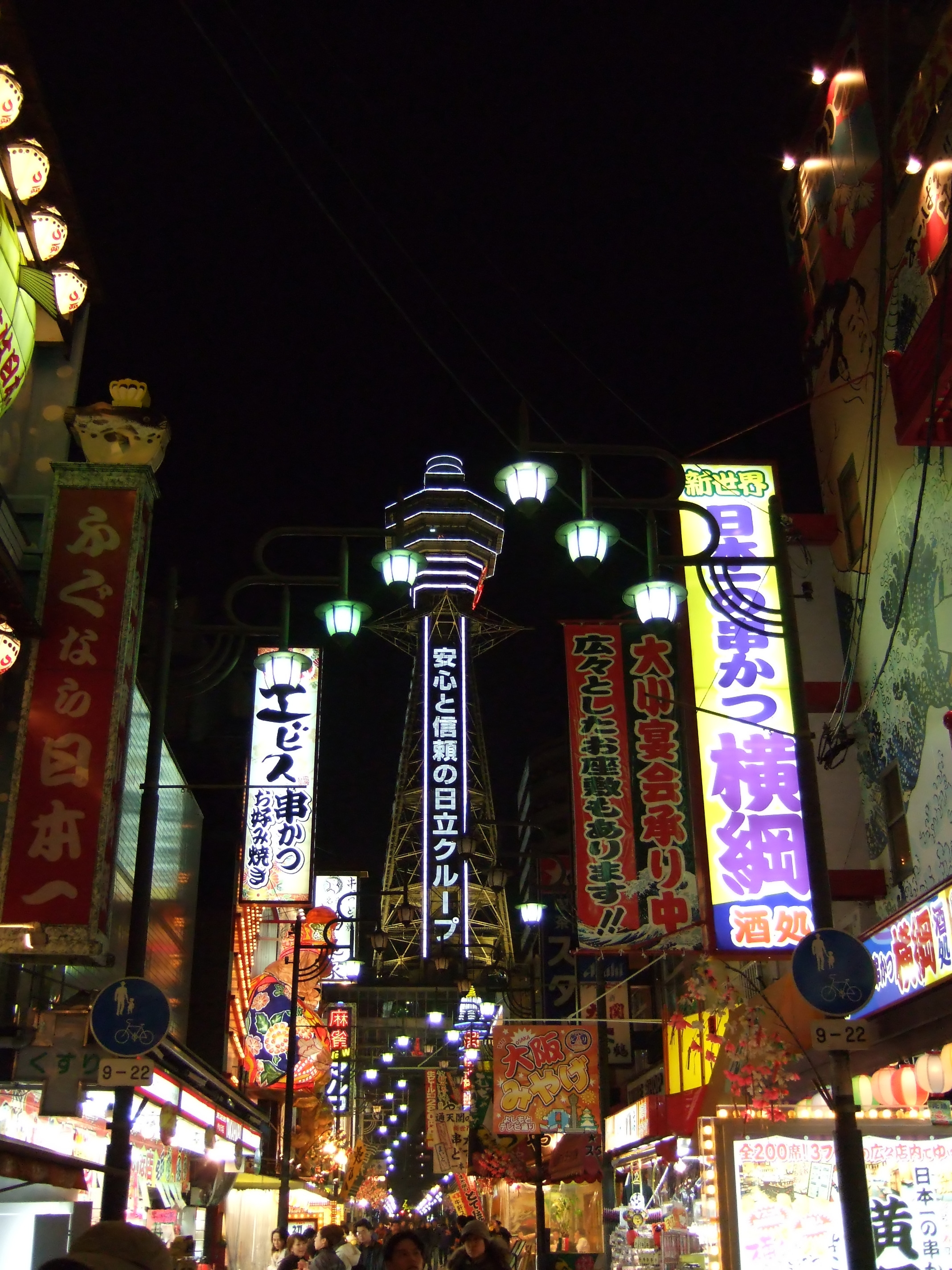
夜景

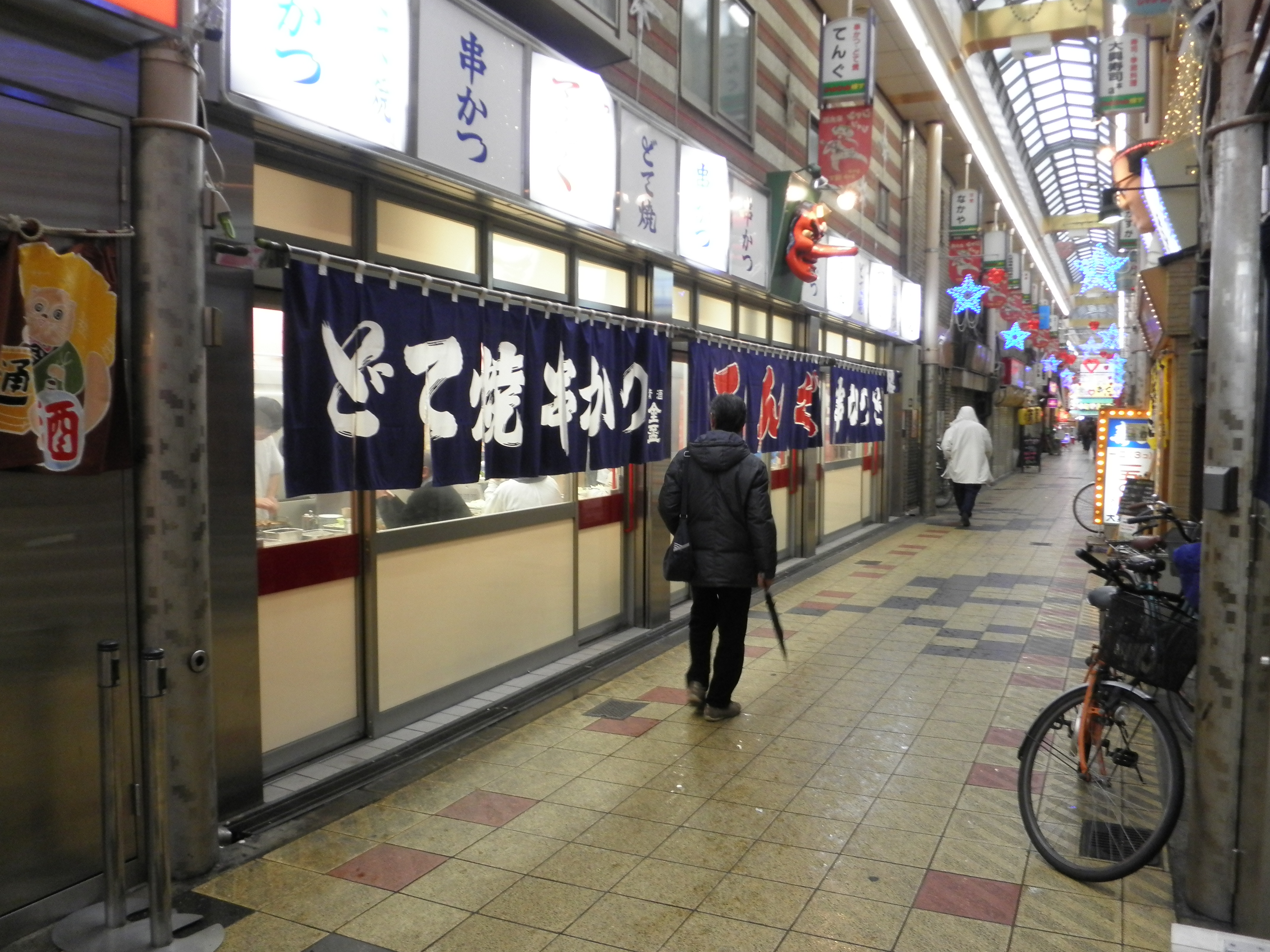
ジャンジャン横丁

戦前から庶民的な繁華街として親しまれてきた新世界だが、大手私鉄のターミナル駅に恵まれなかったことや観光の多様化などに伴い、前述の通り、1970年代以降は長期にわたって低迷が続いていた。
しかし、1990年代辺りから「昭和の名残」を感じさせるレトロな街の雰囲気が戦後を知らない世代などに再評価され、新たな観光地として変貌を遂げつつある。あいりん地区や飛田新地に近いロケーションながら、街全体を覆う独特の雰囲気に惹きつけられる人も徐々に増え、小説や漫画の舞台となったり、テレビや雑誌で街を好意的に紹介される機会も多くなっていった。

### 大型施設開業
バブル景気による土地の有効活用が叫ばれた1980年代後半、新世界周辺にある大阪市電天王寺車庫跡地や新今宮駅北側に広がる中山太陽堂（現：クラブコスメチックス）の工場跡地の再開発計画が持ち上がる。市電車庫の跡地には大型複合娯楽施設の建設、工場跡地には岸和田競輪場と和歌山競輪場の場外車券売場の建設が進められることとなったが、場外車券売場は地元住民の反発で建設が中止された。
1997年（平成9年）、新世界では久々の大型娯楽施設としてフェスティバルゲートとスパワールドが市電車庫跡地に開業し、新世界復興へ向けて大きな期待が高まったが、フェスティバルゲートは2004年（平成16年）6月に経営破綻し、2008年（平成20年）に全面閉鎖された。跡地にはマルハンがドン・キホーテを核にした商業施設を2015年2月27日に開業した。

### 映画や朝ドラの舞台に
1989年（平成元年）、新世界を舞台にした、阪本順治監督のデビュー作映画『どついたるねん』が公開。後に続く『王手』（1991年公開）、『ビリケン』（1996年公開）とともに「新世界三部作」と称され、忘れられた歓楽街だった新世界が再評価されるきっかけとなった。1996年には、NHKの連続テレビ小説『ふたりっ子』の舞台にもなった。
これら映画やテレビドラマの影響で、次第に全国ネットの旅番組やバラエティ番組で紹介されることも増え、日本全国に新世界が知られるようになっていく。その結果、週末になると新世界には数多くの観光客が詰め掛け、通天閣やビリケン像などをバックに写真を撮ったり、スマートボールに興じたりしている姿を見受けられるようになった。
1980年代までは映画館、2000年代前半まではパチンコ店、ゲームセンター、成人向け店舗が目立った通天閣南本通りや公園本通りには、2000年代後半から串カツ店などの飲食店が立ち並ぶようになり、派手な外観の店舗前では客の呼び込みが行われ、かつての寂れた歓楽街の面影は見られなくなった。

### 世界各国からも多く集まる新世界
さらに2010年代に入ると、世界各国から日本に旅行をする訪日外国人旅行者が急増し、また関西国際空港より鉄道でJR西日本や南海の2社の路線のいずれでも直行できる場所であることも手伝い、新世界への外国人観光客も大幅に増加し、また新世界の各店舗では訪日観光客で賑わい、インバウンド消費も多くなった。中には北側に隣接の日本橋や東側に隣接の天王寺・阿倍野と同時に観光する観光客もいる。

### ゲイ・タウン
新世界は大阪第3のゲイ・タウンでもあり、かつて有名人らが多数お忍びで訪れたゲイ旅館「竹の家」があった。ゲイバーは25店、ゲイ系店トータルでは32店集まっている。詳細は「ゲイタウン・新世界」参照。

## 主な劇場

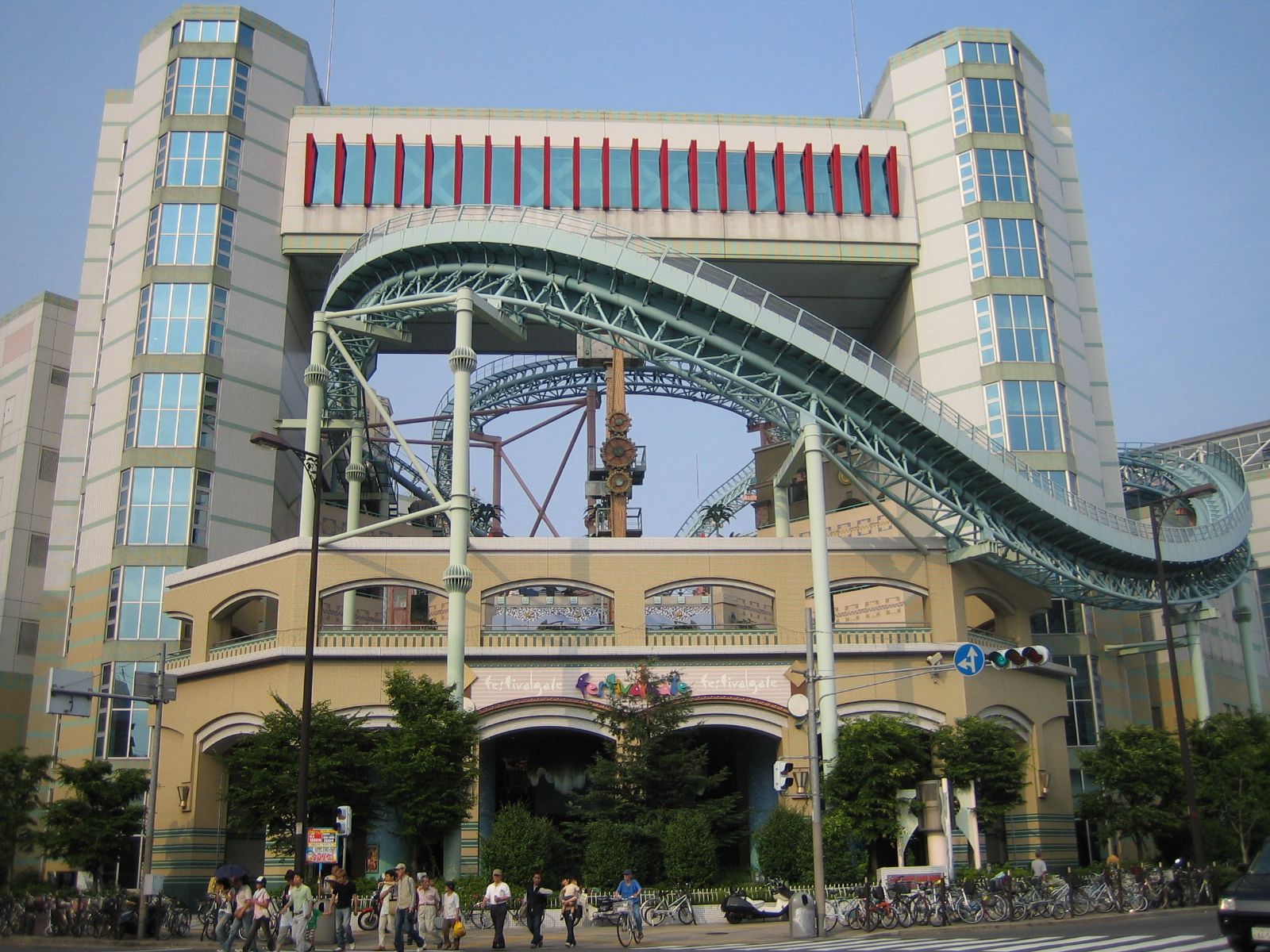
動物園前シネフェスタ4があったフェスティバルゲート（現在は解体）

ルナパーク時代の名残として多くの劇場が今も営業中である。
新世界東映
松下商会経営。ルナパーク開設時にできた「日本倶楽部劇場」を前身とする。1980年代までは開館当時の外観が残っていたが、建替えによりマンションを併設した複合ビルとなった。劇場壁面に「日本倶楽部劇場」時代の社章が残されている。かつては東映封切館だったが、現在は主に東映の旧作（仁侠映画や時代劇など）を上映する名画座となっている。定員95人。「日劇ローズ」「日劇シネマ」を併設しており、シネマコンプレックスのような興行形態である。
日劇ローズ
新世界東映に併設。以前は「日劇会館」という名称で東映仁侠・実録映画に特化した番組編成を行っていた。一時休館したのち上映系統を変更し、ゲイ・ポルノ映画専門館となった。定員26人。
日劇シネマ　
新世界東映に併設。主に新東宝系の成人映画を上映。日劇ビル改築前は地下にあり、「日劇地下O・P・K」という名称だった。定員56人。
新世界国際劇場
元は1930年に竣工した南陽演舞場で、1950年から映画館「新世界国際劇場」になった。外観は演舞場時代のまま残っており、大正末期から昭和初期に流行したアール・デコの装飾が施されている。開館当初は二番館だったが、現在は新作・旧作を織り交ぜた洋画名画座。グラインドハウス形式のオールナイト上映を行っている。
新世界国際地下劇場　
新世界国際劇場の地下にある。名画座だったが、現在は成人映画を上映。
浪速クラブ
有限会社浪速クラブ経営。1956年に開館した大衆演劇の専門劇場。大阪の大衆演劇専門劇場の中で最古の歴史を誇り、今なお「芝居小屋」の雰囲気を残している。2011年に改装し、外観や館内施設を一新した。
朝日劇場
橋本土地興行経営。映画館が少なくなった新世界の核的存在ともいえる大衆演劇の殿堂。劇場名の「朝日」は、1910年に大阪相撲の十二代目朝日山四郎右衛門が劇場を開設したことに由来する。その後は主に関西新派劇、軽演劇、女剣劇などを上演してきた。1961年に映画館になったが、1977年に大衆演劇の専門劇場として新装開館した。1992年に大改装し、最新設備を整えた劇場へ変貌を遂げた。大衆演劇の資料を展示する「朝日劇場資料館」も併設（2016年にシアター朝日に改修され閉鎖）。
新世界日活　
朝日劇場と同じ橋本土地興行経営。日活封切館だった経緯から、主にロマンポルノの旧作とエクセスフィルム系の成人映画を上映していた。2015年9月30日閉館。2016年1月から演芸、演劇、歌謡ショーなどの公演を行う多目的劇場「新世界シアター朝日」に生まれ変わる。「新世界シアター朝日」では、通天閣歌謡劇場（松竹芸能が運営）閉鎖後、新世界の歌謡劇場として隔月で「新世界歌謡劇場」を開催している。
新世界ヌード劇場
ストリップ劇場。朝日劇場の北隣にあった。 1976年10月開館。閉館後はカラオケボックスとなっている。
新世界公楽劇場　
前身は新世界最大の劇場だった松竹系の「大阪公楽座」で、通天閣南本通り沿いのづぼらや新世界本店北隣にあった。「松竹公楽座」に改称した後、劇場を解体。パチンコ店を核テナントにしたビルに建替え、2階に小規模の「新世界公楽劇場」と「新世界公楽シネマ」が開館した。新世界公楽劇場は松竹封切館だったが、後に新作・旧作を織り交ぜた名画座となった。1987年に閉館した後、劇場を流用する形で「新世界シネマ」が開館し、主に大蔵映画系の成人映画や怪談映画を上映していた。新世界シネマ閉館後、パチンコ店単独で営業を続けていたが、現在は建替えられて串カツ店になっている。
新世界公楽シネマ
開館までの経緯は公楽劇場と同じだが、公楽劇場と違い、開館当初から名画座だった。1987年の閉館後は、ゲイ・ポルノ専門館「東梅田ローズ」（1983年開館、2011年閉館）の系列館「新世界ローズ」が劇場を流用する形で開館。その後、新世界シネマとともに閉館した。
新世界座　
先述した2館とともに公楽興業の経営。通天閣南本通りと新世界本通りに挟まれた中央通りにあった。劇場の屋根に「新世界座」の文字が大きく記されていたため、通天閣の展望台からもよく目立った。先述2館の閉館後、「新世界公楽劇場」と改称。邦画名画座として、東映以外の松竹、東宝、大映、日活の旧作を3本立てで上映していた。2階席まである映画全盛期を彷彿させる映画館だったが、老朽化に勝てず2006年3月31日に閉館した。劇場跡地には2015年5月25日、ビジネスホテル「東横イン大阪通天閣前」が開業した。
新世界大映
新世界座の北西隣、通天閣南本通り沿いにあった。大映封切館だったが、1971年の大映倒産後は旧作を上映する名画座となり、後に閉館。ビル改築後は宮竹書店などが入居していたが、現在は大型パチンコ店になっている。串カツ店のだるま1号店はかつての劇場壁面沿いにある。
新世界東宝敷島
通天閣南本通りと新世界本通りの南端、公園本通り沿いにあった。東宝封切館だったが、後に新作・旧作を織り交ぜた名画座となる。特撮映画・SF映画のオールナイト上映で知られた。1984年閉館。劇場跡地はパチンコ店を経て、現在は串カツ店になっている。
新世界グランド劇場　
新世界本通りの南端、天王寺動物園入口付近にあった。吉本興業が新世界で唯一経営していた劇場。戦前は「いろは座」と呼ばれ、閉館時まで往時の外観のまま営業していた。STチェーンに属し、当初は二番館だったが、後にニューセレクト配給の洋画ポルノ専門館となった。1987年の閉館後、劇場跡地は長らく駐車場として放置され、劇場外壁も残存していたが、2000年代になってファミリーマートが出店、現在は鶴橋風月になっている。
温泉劇場
戦前からジャンジャン横丁にあった総合娯楽施設「噴泉浴場」（通称「ラヂューム温泉」）が1945年の大阪大空襲で焼失し、1950年5月、その跡地に開館したストリップ劇場。通称「温劇」。ストリップの幕間に大衆演劇や軽演劇も上演しており、守住清、人見きよし、姿三平・浅草四郎、原哲男、松田竹夫、間寛平らが舞台を踏んでいる。1971年8月に閉館後、劇場を改装して映画館「温泉映劇」となり、同年11月から始まった日活ロマンポルノを上映。1987年のビル改装後は主にロマンポルノ以前の日活の旧作を上映していた。
温泉映画劇場　
上述の温泉劇場に併設していた映画館。温泉劇場閉館後に「シネマ温劇」と改称し、主に往年の西部劇などアクション映画を中心に上映する洋画名画座だった。1981年に劇場の老朽化により閉館。1987年に螺旋階段仕様の3階建てビル「アクティ温劇」に建て替え、「温泉映劇」「シネマ温劇」「新花月」の3館体制で新装開館したが、1990年に再び閉館。ビルも取り壊され、跡地はスパワールド第二駐車場となっている。ジャンジャン横丁側の旧入口付近はトタンで覆われたままだが、その壁面を「ジャンジャン歴史横丁」として活用し、新世界の懐かしい写真などを掲示している。
新花月
上述の温泉劇場に併設していた演芸場で、当初は「温泉演芸場」という名称で浪曲主体の劇場だった。1957年6月、「新花月」に改称。芸人の配給は松竹芸能が行っていた。1988年閉館。毎月公演の空き日に開催した、「女流演芸会」から派生した「新花月歌謡劇場」（中村美津子などが出演した）が、後の「通天閣歌謡劇場」の前身となる。　
動物園前シネフェスタ4
1997年7月、フェスティバルゲートの開業と同時に開場。7階の「シネ・フェスタ」ゾーンにあり、劇場は国際映画祭の会場をイメージしていた。経営は大阪興行協会加盟の6社（逢阪興業、岡島興業、岡本興業、エイアンドエス、近畿興業、サンポード）が共同出資したシネフェスタ株式会社で、独立系興行会社が共同で劇場を経営するのは全国初。館名にあるように4つのスクリーンを持つシネマコンプレックスであった。新作映画も上映していたが、主に韓国映画やインド映画などアジア系映画の特集上映で名を馳せた。2001年には日本で初めて「マサラ上映」を行っている。2007年3月、フェスティバルゲートの営業終了に伴い閉館した。
STUDIO210
通天閣観光所有の多目的ホール。通天閣地下に所在していた。前身は1989年に開場した「通天閣歌謡劇場」で、2008年7月に松竹芸能の演芸興行の拠点が道頓堀から移転したことを機に、名称を「STUDIO210」に改めた。2013年6月28日まで毎週土曜日及び日曜日に「通天閣劇場TENGEKI」の名称で演芸興行が、毎週月曜日に「通天閣歌謡劇場」の名称で演歌主体の歌謡ショーが、それぞれ開催されていた。現在は「通天閣わくわくランド」内の待合スペースとなっている。

## 交通アクセス
- 恵美須町駅：Osaka Metro堺筋線

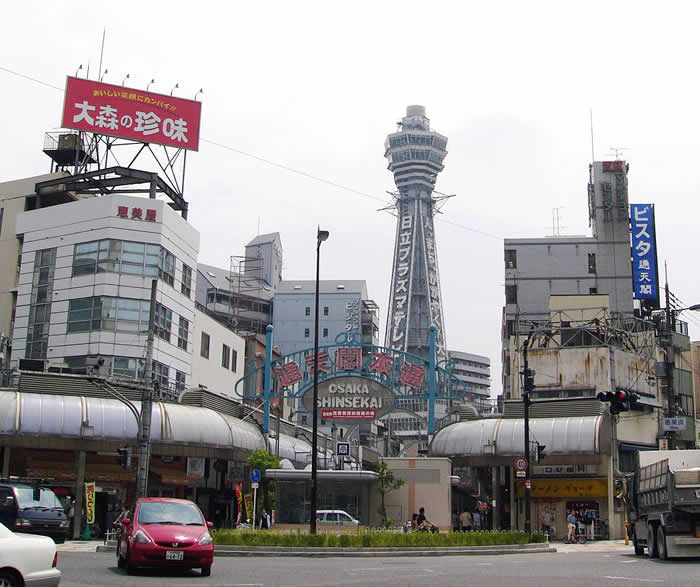
恵美須交差点から（2005年8月）

- 恵美須町停留場、新今宮駅前停留場：阪堺電気軌道阪堺線
- 動物園前駅：Osaka Metro御堂筋線・堺筋線
  - 「新世界」の副名称が付与されているが、案内放送はない。
- 新今宮駅：JR西日本関西本線・大阪環状線、南海本線・高野線
  - 同駅の大阪環状線ホームでは新世界に掛けてドヴォルザークの交響曲第9番『新世界より』が発車メロディとして使われている。
- 今宮戎駅：南海高野線

## 警察
大阪府警察浪速警察署の所轄で、交番はジャンジャン横丁の南端に「新世界交番」が、新今宮駅北側に「恵美須交番」がある。